# Čilipi
Čilipi falu Horvátországban, Dubrovnik-Neretva megyében. Közigazgatásilag Konavle községhez tartozik.

## Fekvése
A Dubrovnik városától légvonalban 19, közúton 22 km-re délkeletre, községközpontjától légvonalban 6, közúton 7 km-re délkeletre, az Adria-parti főút mentén Močići és Komaji között fekszik. Északkeleti határában található Dubrovnik nemzetközi repülőtere.

## Története
Čilipi területe már az ókorban lakott hely volt. Első ismert lakói az illírek voltak, akik magaslatokon épített erődített településeken éltek és kőből rakott halomsírokba temetkeztek. Ókori erődített település maradványai találhatók Čilipi határában is a Gradina nevű magaslaton. Ugyancsak az illírek hagyatéka az a mintegy tizenöt halomsír, mely a település határában található. A rómaiak az i. e. 2. században győzték le az illíreket és Epidaurum központtal e területet is a birodalomhoz csatolták. A római hatalmat a népvándorlás vihara rengette meg. A Nyugatrómai Birodalom bukása után a keleti gótok özönlötték el a térséget, őket 537-től 1205-ig kisebb megszakításokkal a bizánciak követték. A 7. században avarok és a kíséretükben érkezett szlávok, a mai horvátok ősei árasztották el a területet. A várakat lerombolták és az ellenálló lakosságot leöldösték. Így semmisült meg a mindaddig fennálló Epidaurum. A túlélő lakosság előbb az északnyugatra fekvő Župára, majd Raguzába menekült.
Területe középkorban Travunja része volt, mely Dél-Dalmácián kívül magában foglalta a mai Hercegovina keleti részét és Montenegró kis részét is. Travunja sokáig a szerb, a zétai és bosnyák uralkodók függőségébe tartozó terület volt. A Raguzai Köztársaság az 1426. december 31-én kötött szerződéssel szerezte meg területét addigi bosnyák uraitól a Pavlovićoktól. Az 1430 és 1432 között dúlt első konavlei háborúban a török támogatását élvező Radoslav Pavlović megpróbálta visszaszerezni az egyszer már eladott konavlei birtokait a köztársaságtól. A háború a végén a török támogatását is elveszítő Pavlović vereségével végződött és az azt követő béke megerősítette a Bosznia, Hum és a Raguzai Köztársaság közötti korábban kialakult állapotokat. A 16. századtól sok gazdag családnak épült itt nyaralója, ezek legnagyobb része ma is áll. A čilipi Szent Miklós plébániát 1746-ban alapították leválasztva a cavtati, illetve Vignji településrész esetében a pridvorjei plébániáról. A mai háromhajós plébániatemplomot 1840 és 1853 között építették.
Az 1806-ban a Konavléra rátörő orosz és montenegrói sereg Čilipi házait is kifosztotta, közülük sokat fel is gyújtottak. Megszállásuk három hónapja alatt 44 helybelit gyilkoltak meg. A köztársaság bukása után 1808-ban Dalmáciával együtt ez a térség is a köztársaságot legyőző franciák uralma alá került, de Napóleon bukása után 1815-ben a berlini kongresszus Dalmáciával együtt a Habsburgoknak ítélte. A falu első iskolája 1857-ben nyílt meg. 1857-ben 867, 1910-ben 844 lakosa volt. 1918-ban az új szerb-horvát-szlovén állam, majd később Jugoszlávia része lett. A délszláv háború idején 1991 októberében a jugoszláv hadsereg, valamint szerb és montenegrói szabadcsapatok foglalták el a települést, melyet kifosztottak és felégettek. A falu 430 családi háza közül 206 vált a tűz martalékává. Horvátország nemzetközi elismerését 1992. január 13-án a plébániatemplomon és a plébánia épületén bosszulták meg, melyeket felgyújtottak. A szentek szobrait lefejezték, az oltárképeket elégették. A lakosság a jól védhető Dubrovnikba menekült és csak 1992 októberének végén térhetett vissza. A háború után rögtön megindult az újjáépítés, mely még tizenöt év múltán sem fejeződött be teljesen. A településnek 2011-ben 933 lakosa volt. Lakói főként turizmussal foglalkoztak.

## Népesség
| Lakosság változása | Lakosság változása | Lakosság változása | Lakosság változása | Lakosság változása | Lakosság változása | Lakosság változása | Lakosság változása | Lakosság változása | Lakosság változása | Lakosság változása | Lakosság változása | Lakosság változása | Lakosság változása | Lakosság változása | Lakosság változása |
| ------------------ | ------------------ | ------------------ | ------------------ | ------------------ | ------------------ | ------------------ | ------------------ | ------------------ | ------------------ | ------------------ | ------------------ | ------------------ | ------------------ | ------------------ | ------------------ |
| 1857               | 1869               | 1880               | 1890               | 1900               | 1910               | 1921               | 1931               | 1948               | 1953               | 1961               | 1971               | 1981               | 1991               | 2001               | 2011               |
| 867                | 822                | 821                | 889                | 860                | 844                | 813                | 871                | 837                | 802                | 781                | 771                | 806                | 867                | 838                | 933                |

## Nevezetességei
- Čilipi határában a dubrovniki repülőtér felett található a Đurovića-barlang. A 156 méter hosszúságú cseppkőbarlanghoz egy 35 méter hosszú mesterséges bejárat vezet. Legmélyebb pontja csak 23-25 méterrel van a repülőtér leszállópályája felett. Szépségét a nagyszámú álló és függő cseppkő jelenti. Feltárása során sok, a bronzkorból és a vaskorból származó cseréptöredéket és csontokat találtak. A barlangot a lakosság a múltban elsősorban víznyerésre és veszély esetén menedékként használta. 1962-ben a természetes bejáratot a repülőtér közelsége miatt bezárták. A mai bejárat 2009-ben nyílt meg a nagyközönség számára.

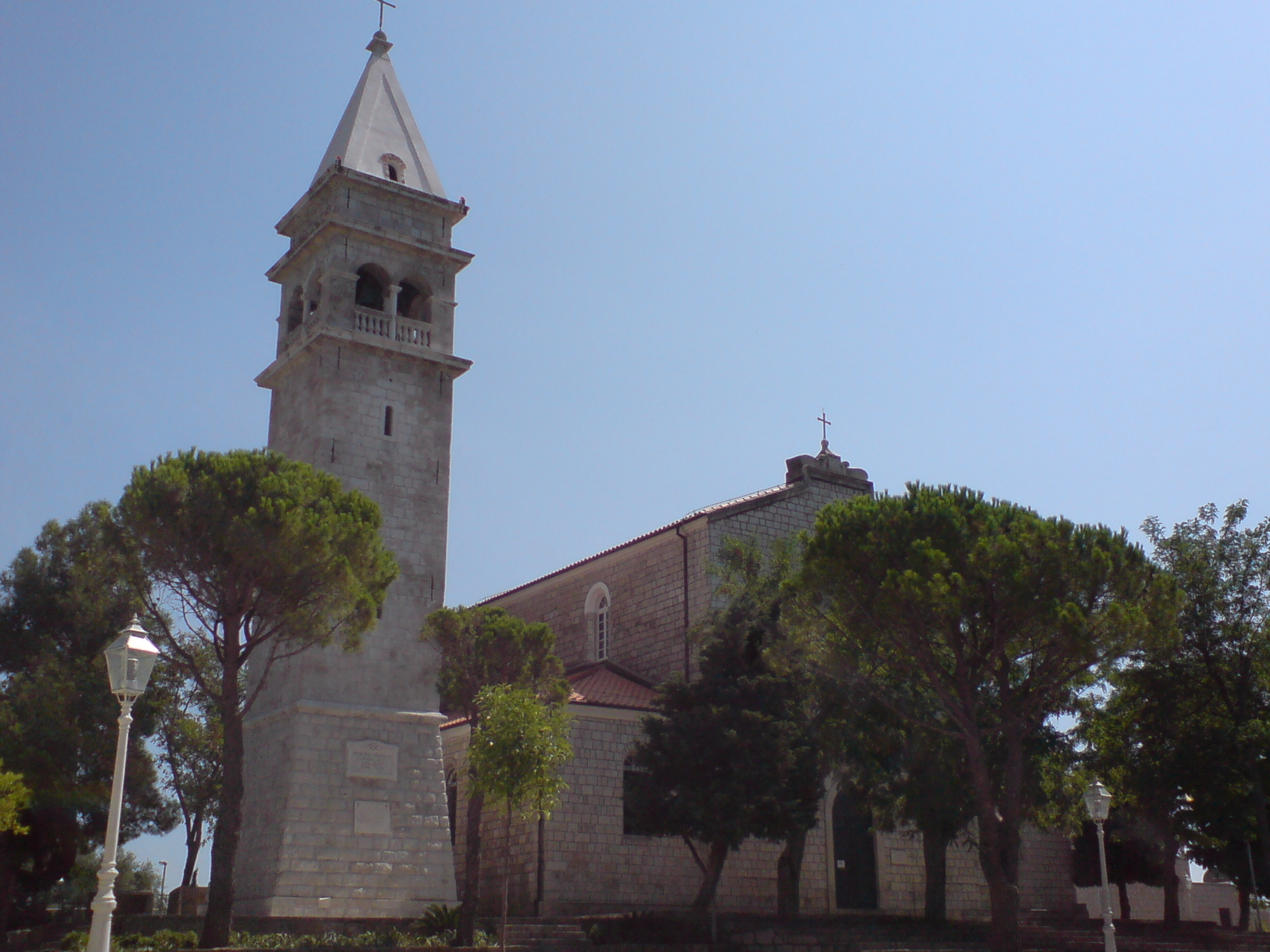
A település Szent Miklós plébániatemploma

- A Szent Miklós plébániatemplom a régi, Páduai Szent Antal templom helyén épült, amelyik idővel kicsinek bizonyult a hívek számához. A háromhajós új templom építése 1840-től 1853-ig tartott. Felszentelése 1858. június 23-án történt. A harangtornyot 1898-ban építették a templom mellé. A délszláv háború idején a szerb megszállók felgyújtották, mely után újjá kellett építeni. Új szentélyt és oltárokat kapott. A 2000-es években készültek el az új padok és a gyóntatószékek, valamint két új oltárkép.

- A temetőben álló Szentháromság kápolnát a 19. század végén építették. Felújítása 1998-ban történt.

- A Caboga család nyaralójában álló Assisi Szent Ferenc kápolna a 15./16. századból származik. A régi kápolnát 1806-ban felgyújtották, a mai épület a 19. században készült.

- A település központi terétől délnyugatra fekvő területen található a Pučić-kúria a Szent Lúcia kápolnával.[4] A kúria egy kőből épített, egyemeletes, téglalap alaprajzú épület, nyeregtetővel. Eredetileg nyaralás céljára építették, gótikus-reneszánsz stílusú elemeket hordoz, számos jelentős közelmúltbeli változtatással. 1857-től Konavle tágabb környékének iskolája volt. Az egyemeletes épülettől keletre található a késő reneszánsz Szent Lúcia-kápolna.

- A masješei hegyen álló Keresztelő Szent János templom a 18. században épült a régi templom alapfalain. 1992. január 13-án oltárképét elégették a megszálló csapatok. Körülötte régi temető található régi sírkövekkel.

- A Pozzo család nyaralójában álló Angyali Üdvözlet kápolna a 16. században épült.

- Gradina ókori vármaradványok